# INSAT-3D
O  INSAT-3D é um satélite meteorológico geoestacionário indiano que está localizado na posição orbital de 82 graus de longitude leste, ele foi construído e também é operado pela Organização Indiana de Pesquisa Espacial (ISRO). O satélite foi baseado na plataforma Insat-2/-3 Bus e sua expectativa de vida útil é de 10 anos.

## Lançamento
O satélite foi lançado com sucesso ao espaço no dia 25 de julho de 2013 às 19:54:07 UTC, por meio de um veículo Ariane 5 ECA a partir do Centro Espacial de Kourou, na Guiana Francesa, juntamente com o satélite Alphasat, que é o maior satélite de telecomunicações da Europa.  Ele tinha uma massa de lançamento de 2 061 kg.